# Los Gemelos
Los Gemelos är en ort i Mexiko.   Den ligger i kommunen Mineral de la Reforma och delstaten Hidalgo, i den sydöstra delen av landet, 80 km nordost om huvudstaden Mexico City. Los Gemelos ligger 2 373 meter över havet och antalet invånare är 299.
Terrängen runt Los Gemelos är platt åt sydväst, men åt nordost är den kuperad. Runt Los Gemelos är det ganska tätbefolkat, med 83 invånare per kvadratkilometer. Närmaste större samhälle är Pachuca de Soto, 10,0 km norr om Los Gemelos. Trakten runt Los Gemelos består till största delen av jordbruksmark.